# Comté de Chicoutimi
Pour les articles homonymes, voir Chicoutimi (homonymie).
Le comté de Chicoutimi était un comté municipal du Québec ayant existé entre 1855 et le début des années 1980. 
Le comté a été amputé d'une partie de son territoire en 1890 lors de la création des deux divisions du comté de Lac-Saint-Jean, appelées plus tard les comtés de Lac-Saint-Jean-Est et Lac-Saint-Jean-Ouest. 
Le territoire qu'il couvrait avant 1890 est aujourd'hui compris dans la région administrative du Saguenay–Lac-Saint-Jean et correspondait à la presque totalité de l'actuelle municipalité régionale de comté (MRC) du Fjord-du-Saguenay ainsi qu'aux actuelles MRC de Lac-Saint-Jean-Est, de Maria-Chapdelaine et du Domaine-du-Roy. Son chef-lieu était la municipalité de Chicoutimi.

## Municipalités situées dans le comté

### Municipalités qui sont restées dans le comté de Chicoutimi en 1890
- Arvida (créé en 1926; fusionné à Jonquière en 1975[3])
- Bagot (créé en 1855 en tant que municipalité du canton de Bagot; divisée entre Bagot-Partie-Nord-Ouest et Grande-Baie en 1859[4])
- Bagotville (municipalité de paroisse) (détaché de la municipalité du canton de Bagot sous le nom de Bagot-Partie-Nord-Ouest en 1859; renommé Bagotville (paroisse) en 1954; regroupé avec Bagotville (ville), Port-Alfred et Grande-Baie pour former la ville de La Baie en 1976[4])
- Bagotville (créé en 1876; regroupé avec Bagotville (paroisse), Port-Alfred et Grande-Baie pour former la ville de La Baie en 1976[4])
- Bégin (créé en 1922[5])
- Chicoutimi (détaché de la municipalité du canton de Chicoutimi en 1863[4])
- Chicoutimi (municipalité de canton) (créé en 1855[4])
- Chicoutimi-Nord (détaché de la municipalité du canton de Tremblay en 1893 sous le nom de Sainte-Anne-de-Chicoutimi; renommé Chicoutimi-Nord en 1954; fusionné à Chicoutimi en 1976[4])
- Ferland-et-Boilleau (créé en 1978[6])
- Grande-Baie (détaché de la municipalité du canton de Bagot en 1859; fusionné à Port-Alfred en 1953[4]; la municipalité de paroisse de Grande-Baie a cependant existé jusqu'à la fusion avec La Baie en 1975)
- Jonquière (détaché de Saint-Dominique-de-Jonquière sous le nom de municipalité du village de Saint-Dominique-de-Jonquière en 1904; renommé Jonquière en 1912; regroupé avec plusieurs autres municipalités pour former la nouvelle ville de Saguenay en 2002
- Kénogami (municipalité de canton) (créé en 1897 en tant que municipalité du canton de Kénogami; renommé Lac-Kénogami en 1986; regroupé avec plusieurs autres municipalités pour former la nouvelle ville de Saguenay en 2002[4])
- Kénogami (détaché de la municipalité de canton en 1912; fusionné à Jonquière en 1975[4])
- La Baie (créé en 1975 par la fusion de Bagotville (ville), Bagotville (paroisse), Port-Alfred et Grande-Baie; regroupé avec plusieurs autres municipalités pour former la nouvelle ville de Saguenay en 2002[7])
- L'Anse-Saint-Jean (créé en 1859 sous le nom de municipalité du canton de Saint-Jean; renommé L'Anse-Saint-Jean en 1981[8])
- Larouche (créé en 1922[9])
- Laterrière (détaché de Notre-Dame-de-Laterrière en 1921; regroupé avec plusieurs autres municipalités pour former la nouvelle ville de Saguenay en 2002[4])
- Notre-Dame-de-Laterrière (créé en 1883; fusionné à Laterrière en 1983[4])
- Port-Alfred (détaché de Grande-Baie en 1918[4])
- Racine (créé en 1928[4]; fusionné à Arvida en 1944[3])
- Rivière-du-Moulin (créé en 1912; fusionné à Chicoutimi en 1976[4])
- Rivière-Éternité (créé en 1974[10])
- Saguenay (première municipalité de ce nom, créée en 1920[4];dissoute en 1975, probablement fusionnée à Rivière-du-Moulin)
- Saint-Alexis-de-la-Grande-Baie (détaché de Saint-Alexis-de-Bagot en 1908; fusionné à Port-Alfred en 1953[4])
- Saint-Ambroise (créé en 1902; la municipalité de village se sépare de celle de paroisse en 1917 et les deux sont fusionnés à nouveau en 1971[11])
- Saint-Charles-de-Bourget (créé en 1885 sous le nom de municipalité du canton de Bourget; renommé Saint-Charles-de-Bourget en 1981[12])
- Saint-David-de-Falardeau (créé en 1948[13])
- Saint-Dominique-de-Jonquière (créé en 1883 comme municipalité de paroisse; fusionné à Jonquière en 1975[4])
- Sainte-Rose-du-Nord (détaché de Saint-Fulgence en 1942[14])
- Saint-Félix-d'Otis (créé en 1923 en tant que municipalité du canton d'Otis; renommé Saint-Félix d'Otis en 1983[15])
- Saint-Fulgence (créé en 1873; la municipalité de village se sépare de celle de paroisse en 1947 et les deux sont fusionnés à nouveau en 1973[16])
- Saint-Honoré (créé en 1914; la municipalité de village se sépare de celle de paroisse en 1953 et les deux sont fusionnés à nouveau en 1973[17])
- Saint-Jean-Eudes (créé en 1955[4]; fusionné à Arvida en 1970[3])
- Saint-Jean-Vianney (créé en 1952; fusionné à Shipshaw en 1977[4])
- Shipshaw (créé en 1930; regroupé avec plusieurs autres municipalités pour former la nouvelle ville de Saguenay en 2002[4])
- Tremblay (créé en 1855 en tant que municipalité du canton de Tremblay; partagé en 2002: une partie est annexée à Saint-Honoré et l'autre partie est regroupée avec plusieurs autres municipalités pour former la nouvelle ville de Saguenay en 2002[4])

### Municipalités qui sont passées dans le comté de Lac-Saint-Jean en 1890

#### Première division
- Delisle (créé en 1890[18])
- Hébertville (municipalité de canton) (détaché de Lac-Saint-Jean en 1859[19])
- Lac-Saint-Jean (municipalité) (créé en 1857; divisé entre la municipalité de canton d'Hébertville et Roberval en 1859[19])
- Notre-Dame-d'Hébertville (détaché de la municipalité de canton d'Hébertville en 1882[19])
- Saint-Bruno (créé en 1886[20])
- Saint-Gédéon (créé en 1874 en tant que municipalité du canton de Signay-Partie-Ouest; renommé Saint-Gédéon en 1888[21])
- Saint-Jérôme-de-Métabetchouan (créé en 1872[22])
- Saint-Joseph-d'Alma (détaché d'Hébertville en 1879[23])

#### Deuxième division
- Normandin et Albanel (cantons-unis) (créé en 1890[24])
- Roberval (détaché de Lac-Saint-Jean en 1859[19])
- Saint-Félicien (créé en 1882[25])
- Saint-François-de-Sales (créé en 1889[26])
- Saint-Méthode (créé en 1886[25])
- Saint-Prime (créé en 1873[27])

## Formation
Le comté de Chicoutimi comprenait lors de sa formation les cantons de Plessis (en partie), Lartigue, Simon, Ferland, Bréboeuf, Boileau, Lallemant, Périgny, Ducreux, Saint-Jean, Hébert, Otis, Bagot, Laterrière, Chicoutimi, Jonquières, Kénogami, Bourget, Taché, Simard, Falardeau, Tremblay, Harvey, Saint-Germain et Labrosse.